# Джайлз, Кир
Кир Джайлз (англ. Keir Giles, род. 26 января 1968) — британский писатель. Джайлз является экспертом по вопросам безопасности, затрагивающим Россию, и по Вооружённым силам Российской Федерации. Он получил образование в школе фермы Орли и в Винчестерском колледже.
Джайлз — директор по исследованиям Центра исследования конфликтов.
До своей академической карьеры Джайлз прошёл обучение на пилота в Королевских ВВС и работал актёром на киностудии имени Горького, снявшись в «Пленнике земли» и других постановках.